# Omega Cassiopeiae
Omega Cassiopeiae (ω Cassiopaiae, förkortat Omega Cas, ω Cas), som är stjärnans Bayer-beteckning, är en dubbelstjärna belägen i den norra delen av stjärnbilden Cassiopeja. Den har en skenbar magnitud på 4,99, är synlig för blotta ögat där ljusföroreningar ej förekommer. Baserat på parallaxmätning inom Hipparcosuppdraget på ca 4,7 mas, beräknas den befinna sig på ett avstånd på ca 700 ljusår (ca 220 parsek) från solen. På det beräknade avståndet minskar dess skenbara magnitud med 0,16 enheter på grund av interstellärt stoft.

## Egenskaper
Primärstjärnan, Omega Cassiopeiae A, är en blå till vit jättestjärna av spektralklass B5 III,som visar onormalt svaga absorptionslinjer av helium för en stjärna av dess temperatur. Stjärnan har en beräknad massa som är ca 4,7 gånger större än solens massa, en radie som är ca 5,5 större än solens och utsänder från dess fotosfär ca 488 gånger mera energi än solen vid en effektiv temperatur av ca 12 700 K.
Omega Cassiopeiae är en spektroskopisk dubbelstjärna av SB1-typ, dvs. en dubbelstjärna som uppvisar spektrum från enbart den ena stjärnan. Stjärnsystemet har en omloppsperiod på 69,92 dygn och en excentricitet av 0,30, samt en variabel, som varierar mellan magnitud +4,95 och 4,99.